# ザ・ヒューマンズ (映画)
『ザ・ヒューマンズ』（原題:The Humans）は2021年に公開されたアメリカ合衆国のドラマ映画である。監督はスティーヴン・カラム、主演はリチャード・ジェンキンスが務めた。本作はカラムの映画監督デビュー作であり、2015年に初演された舞台劇『The Humans』を原作としている。

## 概略
ブレイク家の面々は感謝祭のディナーのためにマンハッタンに集結した。一家が一堂に会するのは久々のことであったが、ディナーの席は再会を喜び合える雰囲気にはならなかった。それどころか、今まで一家が抱えていた問題が次々と吹き出し始める。

## キャスト
- エリック・ブレイク：リチャード・ジェンキンス
- エイミー・ブレイク：エイミー・シューマー
- リチャード：スティーヴン・ユァン
- ブリジッド・ブレイク：ビーニー・フェルドスタイン
- モモ：ジューン・スキッブ
- ディードル・ブレイク：ジェイン・ハウディシェル

なお、ハウディシェルは舞台版でもディードルを演じており、その演技によってトニー賞の演劇助演女優賞を受賞した。

## 製作
2019年3月13日、スコット・ルーディンらが舞台劇『The Humans』の映画化を進めており、リチャード・ジェンキンス、エイミー・シューマー、スティーヴン・ユァン、ビーニー・フェルドスタイン、ジェイン・ハウディシェルが起用されると報じられた。9月9日、本作の主要撮影がニューヨークで始まった。
2021年4月、過去のハラスメント事案が告発されたことを受け、ルーディンが本作のプロデューサーから降板した。9月1日、ニコ・マーリーが本作で使用される楽曲を手掛けるとの報道があった。

## 公開・マーケティング
2021年9月12日、本作は第46回トロント国際映画祭でプレミア上映された。17日、本作のオフィシャル・トレイラーが公開された。

## 評価
本作は批評家から高く評価されている。映画批評集積サイトのRotten Tomatoesには122件のレビューがあり、批評家支持率は93%、平均点は10点満点で7.5点となっている。サイト側による批評家の見解の要約は「原作となった舞台劇は機能不全家族を題材にしたドラマであり、トニー賞を受賞するほどの名作である。『ザ・ヒューマンズ』はそのエッセンスを損なうことなく映画化することに成功した。」となっている。また、Metacriticには38件のレビューがあり、加重平均値は78/100となっている。